# Harold Raeburn
Pour les articles homonymes, voir Raeburn.
Harold Raeburn (21 juillet 1865, Édimbourg - 21 décembre 1926) était un alpiniste et ornithologue écossais.